# Бернеј (Приморски Шарант)
Бернеј (фр. Berneuil) насеље је и општина у западној Француској у региону Поату-Шарант, у департману Приморски Шарант која припада префектури Сент.
По подацима из 2011. године у општини је живело 1.109 становника, а густина насељености је износила 43,58 становника/km². Општина се простире на површини од 25,45 km². Налази се на средњој надморској висини од 70 метара (максималној 72 m, а минималној 5 m).

## Демографија
| 1962. | 1968. | 1975. | 1982. | 1990. | 1999. | 2011. |
| ----- | ----- | ----- | ----- | ----- | ----- | ----- |
| 625   | 636   | 595   | 669   | 732   | 836   | 1.109 |

График промене броја становника у току последњих година